# Manchebach
Der Manchebach ist ein rund viereinhalb Kilometer langer rechter Zufluss der Rotte im Département Moselle in der Region Grand Est.

## Verlauf
Der Manchebach entspringt nordöstlich von Thicourt in der Grande Reborne. 
Er fließt zunächst etwa zweihundert Meter in nordöstlicher Richtung und knickt dann fast rechtwinklig nach Südosten ab. Südlich von la Pièce St-Nicolas fließt ihm auf seiner linken Seite ein kleiner Bach zu, welcher aus dem Bois de Thonville kommt. Der Manchebach wendet sich dort nach Südwesten, fließt nördlich an der Moulin de Manchebach vorbei und erreicht dann Thonville, wo er auf seiner rechten Seite von einem weiteren Zulauf gestärkt wird. Östlich von Brulange speist ihn auf seiner linken Seite ein von Etzelborn kommender Bach. 
Der Manchebach unterquert nun die D 76 und mündet schließlich westlich der Ancien Moulin de Ste-Croix von rechts in die Rotte.